# Ukryty utwór
Ukryty utwór – dodatkowy fragment muzyki umieszczony na płycie kompaktowej, winylowej lub kasecie magnetofonowej, którego nie wyszczególnia się na liście utworów i który nie jest wyraźnie odróżnialny od reszty utworów. W przypadku płyty kompaktowej bywają przypadki takich fragmentów, których odtwarzacze płyt nie rejestrują jako osobnego utworu. Takie zabiegi są przeprowadzane przez twórców nagrań głównie w celu zaskoczenia słuchacza.

## Przykłady ukrytych utworów
- Nirvana – „Endless, Nameless”
- Nirvana – „Gallons of Rubbing Alcohol Flow to Strip”
- Alice in Chains – „Love Song”
- Green Day – „All By Myself”
- My Chemical Romance – „Blood”
- Coldplay – „Til Kingdom Come”
- Ed Sheeran – „The Parting Glass”
- Kasia Kowalska - „Wyrzuć ten gniew”
- Sarius – „Zalatani”
- Weird Al Yankovic - Bite Me
- Depeche Mode - "Enjoy the Silence"